# Tekla (teknikfestival)
Tekla är en svensk teknikfestival som arrangeras av Robyn och KTH sedan 2015.
Teklafestivalen startade efter att Robyn tilldelades KTH:s stora pris 2013. Hon ville använda Tekla för att inspirera flickor att bli intresserade av teknik. De första fyra åren hölls festivalen på KTH i centrala Stockholm och 2019 flyttades Tekla till KTH i Södertälje.
Ursprungligen riktade sig festivalen mot flickor i åldern 11−18 år, men sedan 2017 är målgruppen flickor i åldern 11−15 år. Syftet med Tekla är att erbjuda en miljö där unga tjejer kan bygga, testa och skapa med teknik tillsammans med kvinnliga förebilder. Målet är att få fler tjejer och kvinnor intresserade av naturvetenskap, teknologi, ingenjörskonst och matematik samt att bidra till en debatt om utmaningar inom tech.
År 2015 fanns det plats för 200 deltagare på festivalen och det inkom 1500 intresseanmälningar. Följande år fördubblade man antalet platser.
Flera stora medier som Ny Teknik, Svenska Dagbladet, IDG, Dagens Nyheter, Corren , SVT, Expressen och Aftonbladet har rapporterat om festivalen. Första året direktsände SVT i SVT Play hela dagen.